# Estación de La Serna del Monte
La Serna del Monte es una estación de ferrocarril situada en el municipio español de La Serna del Monte, en la Comunidad de Madrid. Las instalaciones fungen como apartadero y forman parte del ferrocarril directo Madrid-Burgos, aunque en la actualidad no prestan servicio.

## Situación ferroviaria
Las instalaciones pertenecen a la línea férrea de ancho ibérico Madrid-Burgos, situada en su punto kilométrico 92,852 a 1223 metros de altitud sobre el nivel del mar. Se halla entre las estaciones Braojos-La Serna y La Acebeda. El tramo es de vía única y está sin electrificar.

## Historia
Las instalaciones ferroviarias de La Serna del Monte forman parte del ferrocarril directo Madrid-Burgos. Esta línea fue inaugurada el 4 de julio de 1968, tras haberse prolongado las obras varias décadas. El objetivo del ferrocarril era reducir el tiempo de recorrido entre Madrid y la frontera francesa. Para la década de 1990 la línea se encontraba en franca decadencia y la mayoría de estaciones fueron cerradas a los servicios de pasajeros. Desde enero de 2005, con la extinción de la antigua RENFE, el ente Adif pasó a ser el titular de las instalaciones ferroviarias. Tras el derrumbe en el túnel de Somosierra, en 2011, no circulan servicios ferroviarios por este tramo.